# Каэтано, Адриан
Адриа́н Каэта́но (исп. Israel Adrián Caetano, 1969, Монтевидео) — уругвайский и аргентинский кинорежиссёр, сценарист, продюсер.

## Биография
В 16 лет вместе с семьей переехал в Аргентину. Снимал короткометражные видеофильмы. Первый успех ему принес фильм «Пицца, пиво и сигареты» (1998, вместе с Бруно Стагнаро), который критика позднее назвала началом нового аргентинского кино.
Работает на телевидении. Снимает в Аргентине, Уругвае, Испании, Франции. Живёт в Буэнос-Айресе.

## Фильмография
- Visite Carlos Paz (1992, короткометражное видео)
- Calafate (1994, короткометражное видео)
- Cuesta abajo (1995, короткометражный)
- Pizza, birra, faso (1998, Серебряный кондор Аргентинской ассоциации кинокритиков за лучший дебютный фильм и лучший киносценарий, Большая премия и премия ФИПРЕССИ на МКФ во Фрибуре, Большая премия фестиваля латиноамериканского кино в Тулузе)
- La Expresión del deseo (1998)
- No necesitamos de nadie (1999, короткометражный)
- Historias de Argentina en vivo (2001, коллективный проект)
- La cautiva (2001, телефильм по одноимённой поэме Эчеверрии)
- Bolivia (2001, премия молодёжной критики на Каннском МКФ, премия ФИПРЕССИ на Лондонском КФ, Серебряный кондор за лучший сценарий, премия за лучший иностранный фильм на испанском языке Сан-Себастьянского МКФ)
- Un Oso rojo (2002, номинация на Серебряный кондор лучшему режиссёру и за лучший сценарий, специальная премия жюри Гаванского КФ)
- 18-j (2004, коллективный проект)
- Después del mar (2005)
- Crónica de una fuga (2006, номинация на Золотую пальмовую ветвь Каннского МКФ, Серебряный кондор за лучший сценарий, номинация на Серебряный кондор лучшему режиссёру)
- Франция/ Francia (2009)
- Mala (2013)